# Cementerio forestal de Wilmersdorf Stahnsdorf

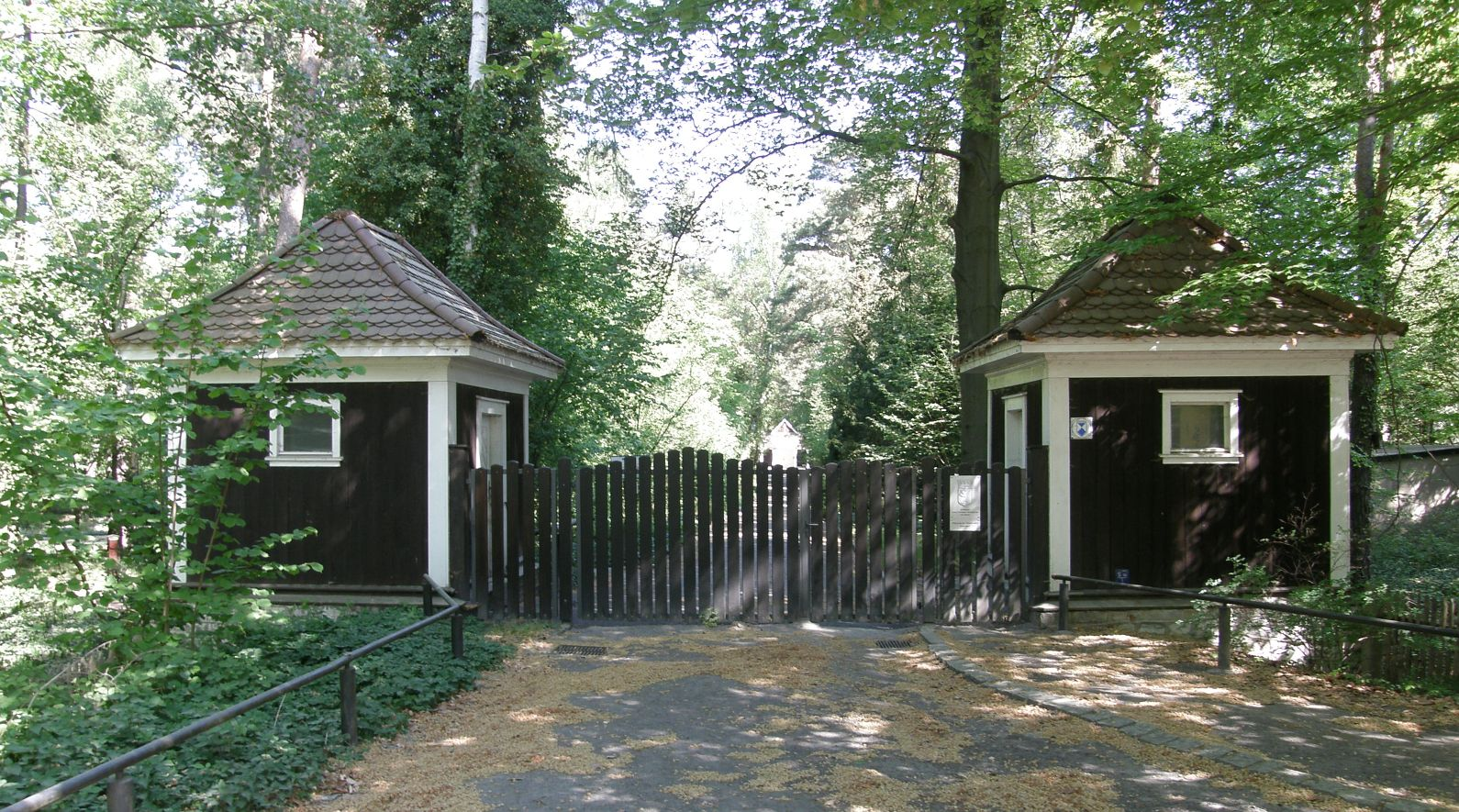
Entrada al cementerio

El Wilmersdorfer Waldfriedhof Stahnsdorf (Cementerio forestal de Wilmersdorf Stahnsdorf) se encuentra en el municipio de Stahnsdorf en el estado federado de Brandeburgo, pero es un cementerio estatal del estado federado de Berlín, administrado por la oficina del distrito de Charlottenburg-Wilmersdorf. 
El tamaño del cementerio, en uso desde 1921, es de 28,1 hectáreas. 
El cementerio es un monumento registrado del estado federado de Brandeburgo. 
La entrada está al final de Bahnhofstrasse. El cementerio no es idéntico al cercano Wilmersdorf Waldfriedhof Güterfelde .

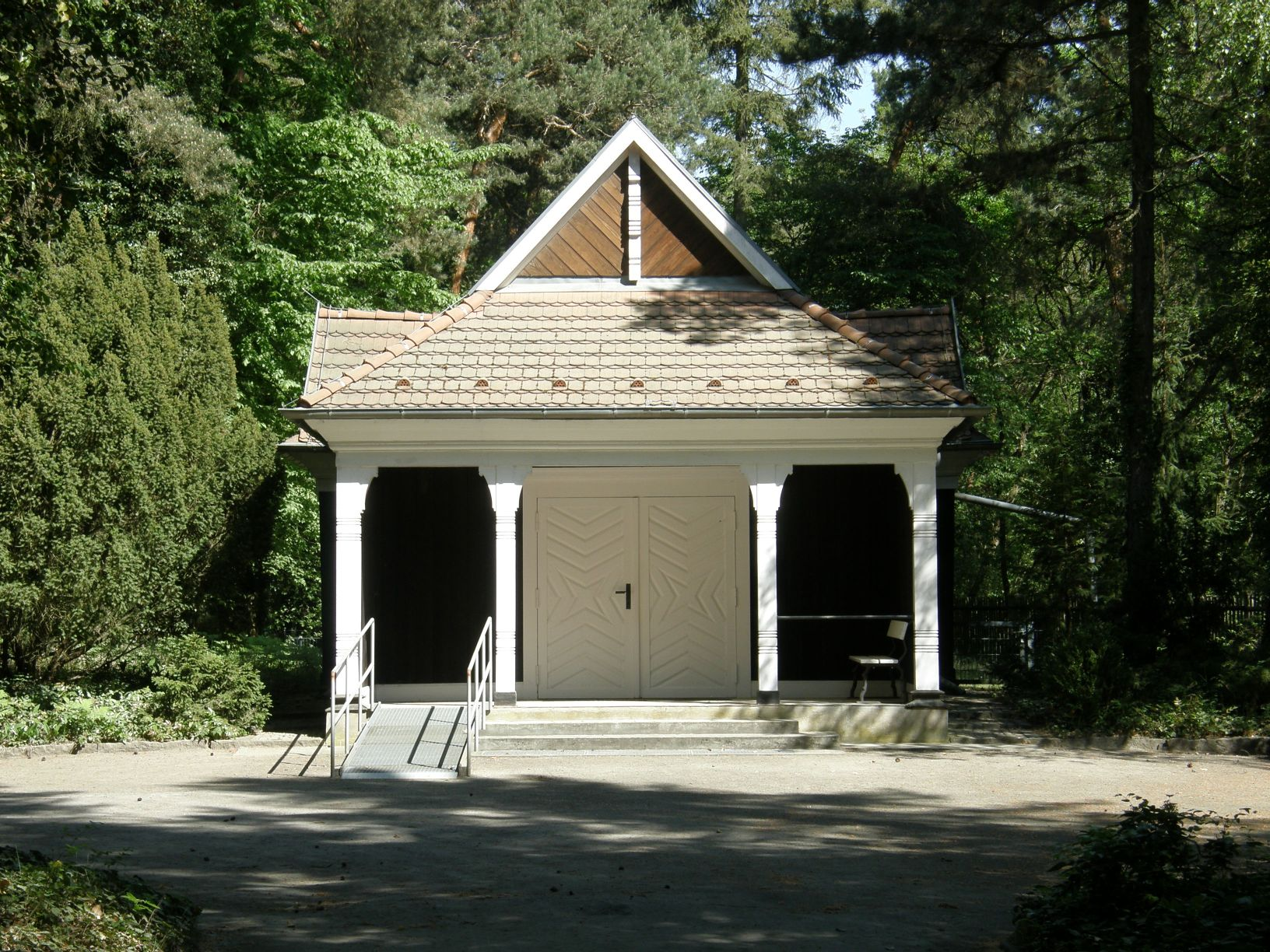
Capilla del cementerio

## literatura
- Peter Hahn: Cementerios berlineses en Stahnsdorf. Historia, historias, gente. Oase Verlag, Badenweiler 2010, ISBN 978-3-88922-065-3 .
- Hans-Jürgen Mende: Léxico de las tumbas de Berlín . Haude & Spener, Berlín 2006, ISBN 3-7759-0476-X .

## enlaces web
- Eintrag zur Denkmalobjektnummer 09190398 in der Denkmaldatenbank des Landes Brandenburg
- Wilmersdorfer Waldfriedhof Stahnsdorf im Lexikon des Bezirks Charlottenburg-Wilmersdorf
- Friedhofsplan mit bedeutenden Grabstellen (Memento vom 8. April 2008 im Internet Archive) bei der Märkischen Allgemeinen Zeitung
- Wilmersdorfer Waldfriedhof Stahnsdorf. Stiftung Gartenkunst Brixen